# Howard Keel
Howard Keel, pseudonimo di Harold Clifford Keel (Gillespie, 13 aprile 1919 – Palm Desert, 7 novembre 2004), è stato un cantante e attore statunitense.

## Biografia
Dopo aver esordito in Gran Bretagna nella pellicola Strada senza ritorno (1948), venne scritturato a Hollywood dalla MGM.
La prestanza fisica (m. 1,93 di statura), il sorriso smagliante e l'affascinante voce baritonale gli permisero di diventare il protagonista di una fortunata serie di film musicali, girati nel periodo di maggior fulgore di questo popolare genere cinematografico. Venne diretto dal regista George Sidney in Anna prendi il fucile (1950), accanto a Betty Hutton, e Show Boat (1951), dove duettò con la cantante Kathryn Grayson.
Nel 1953 Keel rinnovò il successo presso il pubblico grazie a Non sparare, baciami! (1953), western in chiave canora di David Butler, dove fece coppia con Doris Day nel ruolo di Calamity Jane. Nello stesso anno fu nuovamente diretto da George Sidney in Baciami Kate (1953), con le musiche di Cole Porter, dove ebbe nuovamente come partner la Grayson.
Nel 1954 Keel interpretò Adamo Pontipee in Sette spose per sette fratelli (1954), film ricordato per le travolgenti e acrobatiche coreografie nei numeri di danza. Keel si riservò il ruolo più romantico del film, benché il suo personaggio fosse quello di un rude taglialegna, formando una coppia canora con la cantante e ballerina Jane Powell.
Il declino del genere musicale, già evidente in Annibale e la vestale (1955) e Uno straniero tra gli angeli (1956) permise a Keel di spaziare in altri generi, seppur con minor successo. Negli anni sessanta interpretò numerose pellicole, soprattutto di genere western, come Carovana di fuoco (1967) di Burt Kennedy.
Durante gli anni ottanta l'attore acquisì nuova popolarità interpretando il ruolo del petroliere Clayton Farlow nella serie televisiva Dallas. Il personaggio di Clayton, inizialmente pensato come marginale, si impose nel corso di poco tempo nella serie TV, diventando il nuovo capofamiglia degli Ewing, a seguito del matrimonio con Miss Ellie (Barbara Bel Geddes), vedova di Jock (Jim Davis); Clayton riuscì comunque a farsi amare da quasi tutta la famiglia Ewing e anche dal pubblico. Keel interpretò il ruolo per 10 anni, dal 1981 al 1991, anno di chiusura della serie. Non prese parte invece ai due film TV trasmessi negli anni '90.

## Filmografia

### Cinema
- Strada senza ritorno (The Small Voice), regia di Fergus McDonnell (1948)
- Anna prendi il fucile (Annie Get Your Gun), regia di George Sidney (1950)
- Canzone pagana (Pagan Song), regia di Robert Alton (1950)
- Show Boat, regia di George Sidney (1951)
- Le vie del cielo (Three Guys Named Mike), regia di Charles Walters (1951)
- Il cacciatore del Missouri (Across the Wide Missouri), regia di William A. Wellman (1951)
- Callaway Went Thataway, regia di Melvin Frank e Norman Panama (1951)
- La sirena del circo (Texas Carnival), regia di Charles Walters (1951)
- Modelle di lusso (Lovely to Look at), regia di Mervyn LeRoy (1952)
- Disperata ricerca (Desperate Search), regia di Joseph H. Lewis (1952)
- Fast Company, regia di John Sturges (1953)
- Cavalca vaquero! (Ride, Vaquero!), regia di John Farrow (1953)
- Non sparare, baciami! (Calamity Jane), regia di David Butler (1953)
- Baciami Kate (Kiss Me Kate), regia di George Sidney (1953)
- Sette spose per sette fratelli (Seven Brides for Seven Brothers), regia di Stanley Donen (1954)
- Rose Marie, regia di Mervyn LeRoy (1954)
- Così parla il cuore (Deep in My Heart), regia di Stanley Donen (1954)
- Annibale e la vestale (Jupiter's Darling), regia di George Sidney (1955)
- Uno straniero tra gli angeli (Kismet), regia di Vincente Minnelli (1955)
- Nuda nell'uragano (Floods of Fear), regia di Charles Crichton (1959)
- Il grande pescatore (The Big Fisherman), regia di Frank Borzage (1959)
- Area B-2 attacco! (Armored Command), regia di Byron Haskin (1961)
- L'invasione dei mostri verdi (The Day of the Triffids), regia di Steve Sekely (1962)
- Waco, una pistola infallibile (Waco), regia di R.G. Springsteen (1966)
- Il grido di guerra dei Sioux (Red Tomahawk), regia di R.G. Springsteen (1967)
- Carovana di fuoco (The War Wagon), regia di Burt Kennedy (1967)
- Colpi di dadi, colpi di pistola (Arizona Bushwhackers), regia di Lesley Selander (1969)
- Cuore e batticuore - I vecchi amici non muoiono mai (Hart to Hart: Home Is Where the Hart Is), regia di Peter H. Hunt (1994)
- My Father's House, regia di Larry Holden (2002)

### Televisione
- I racconti del West (Dick Powell's Zane Grey Theater) – serie TV, episodio 2x11 (1957)
- Tales of Wells Fargo – serie TV, episodio 6x01 (1961)
- Death Valley Days – serie TV, episodio 11x21 (1963)
- I giorni di Bryan (Run for Your Life) – serie TV, episodio 1x12 (1965)
- The Red Skelton Show – serie TV, episodio 17x16 (1967)
- Here's Lucy – serie TV, episodio 1x22 (1969)
- Racconti della frontiera (The Quest) – serie TV, episodio 1x05 (1976)
- Fantasilandia (Fantasy Island) – serie TV, episodio 5x21 (1979)
- Love Boat (The Love Boat) – serie TV, episodi 4x27-7x09 (1981-1983)
- Dallas – serie TV, 265 episodi (1981-1991)
- Good Sports – serie TV, episodi 1x13-1x14 (1991)
- La signora in giallo (Murder, She Wrote) – serie TV, episodio 8x08 (1991)
- Walker Texas Ranger – serie TV, episodio 3x19 (1995)

## Doppiatori italiani
Nelle versioni in italiano delle opere in cui ha recitato, Howard Keel è stato doppiato da: 
- Emilio Cigoli in Anna prendi il fucile, Show Boat, La sirena del circo, Modelle di lusso, Cavalca vaquero!, Baciami Kate!, Sette spose per sette fratelli, Rose Marie, Annibale e la vestale, Uno straniero tra gli angeli, Il grande pescatore, Canzone pagana
- Gianfranco Bellini ne Il cacciatore del Missouri
- Renato Turi in Non sparare, baciami!
- Rolf Tasna in L'invasione dei mostri verdi
- Glauco Onorato in Waco, Una pistola infallibile
- Arturo Dominici in Carovana di fuoco
- Franco Odoardi in Dallas (st. 3-5)
- Sergio Rossi in Dallas (st. 7-14)
- Dario De Grassi in La signora in giallo